# Disztónia
A disztónia neurológiai rendellenesség: kóros izom-összehúzódások által kiváltott kóros testtartással, végtagtartással és akaratlan mozgással járó állapotot értünk alatta. A disztónia egy ritka betegségcsoport, aminek a megjelenése nagyon változatos lehet. Az írásnál megjelenő akaratlan ujjtartás ugyanúgy disztónia-betegség, mint a kóros ferde fejtartást eredményező disztóniaformák.

## Disztónia csoportosítása
1. A kiváltó ok szerint:
Primer (elsődleges) disztóniák. Csak disztónia észlelhető tünetként, más megbetegedés nem mutatható ki a háttérben. 
Szekunder (másodlagos) disztóniák esetében más megbetegedés váltja ki a disztóniát. Leggyakrabban (például réz, vas) anyagcserében bekövetkező hiba, illetve agykárosodás (agyi infarktus, vérzés) vezethet szekunder disztónia kialakulásához.
2. A betegség megjelenésének ideje szerint:
Fiatalkori disztónia 20 év alatt kezdődik és általában az alsó végtagokon indulva a többi végtagra és a törzsre is kiterjed.
Időskori disztónia általában a nyakon vagy az arcon kezdődik és ritkán érint  több végtagot.
A disztónia betegségről
3. A betegség megjelenési formája szerint:
- „Fix” disztónia. A betegség miatt valamelyik testrész kóros helyzetet vesz fel, ami nyugalomban is tartósan jelen van.
- „Mobilis” disztónia. A disztónia főleg mozgáskor, álláskor, de bizonyos esetekben nyugalomban is megjelenik akaratlan mozgás formájában.

4. Az érintett testrészek szerint:
- Fokális disztónia: egy testrészt érintő disztónia.
- Generalizált disztónia: minden végtagra kiterjedő disztónia.
- Szegmentális disztónia: szomszédos testrészekre kiterjedő disztónia.
- Hemidisztónia: egyik testfélre kiterjedő disztónia.

## A disztónia kezelése
- Gyógyszeres kezelés: csak bizonyos disztóniatípusokban hoz látványos javulást és ráadásul a gyógyszerek mellékhatása is jelentősen korlátozhatja a beteg életminőségét.
- Botulinum toxin-injektálás főként az egy testrészre kiterjedő disztóniák kezelésében lehet jó hatású.
- Mély agyi stimuláció (deep brain stimulation, DBS)  a több testrészre kiterjedő disztóniák (szegmentális és generalizált disztóniák) esetében lehet hatásos.
- Gyógytorna alkalmas az izomzat erősítésére, illetve az ügyesség fejlesztésére.

## A mély agyi stimuláció eredményessége
Hétéves kornál idősebb gyermekek esetében már elvégezhető a műtét, ugyanis a koponya növekedése ekkor már eléri a felnőttkori nagyság 90%-át és nagy valószínűséggel a későbbiekben nem lesz szükség az elektróda helyzetének korrekciójára.
Alkalmasság esetén a lehető legkorábban kell a műtétet elvégezni, hogy a következményes ortopédiai szövődményeket (például ízületi deformitásokat, szociális izolációt) megelőzhessük.
A betegek közel 90%-a számol be jelentősebb javulásról. A javulás mértékének megítélése pontozó skálák alkalmazásával történt. Az egyik legátfogóbb nemzetközi tanulmány szerint a disztónia súlyossága a Burke-Fahn-Marsden pontozó skálán közel 40%-kal csökkent, a disztónia által okozott korlátozottság mértéke pedig 41%-kal. A fájdalom mértéke közel 59%-kal csökkent a vizuális analóg skála alapján, miközben a depresszív tünetek közel 30%-kal javultak. Ezenkívül az életminőség is javult az SF-36 skála alapján 30%-kal.